# Lapinsaari (ö i Finland, Södra Österbotten)
Lapinsaari är en halvö i Finland. Den ligger i sjön Hankajärvi och i kommunen Soini i den ekonomiska regionen  Järviseutu ekonomiska region  och landskapet Södra Österbotten, i den centrala delen av landet, 300 km norr om huvudstaden Helsingfors.